# Michel Degand
Pour les articles homonymes, voir Degand.
Michel Degand, né le 15 novembre 1934 à Loos-lez-Lille (Nord) et mort le 19 octobre 2021 à Tourcoing, est un artiste français, cartonnier, artiste peintre, plasticien et sculpteur.

## Biographie
Michel Degand est très jeune lorsque son grand-père, vitrier d’art et chef d'orchestre, lui donne le goût de la musique et du dessin, et lui fait choisir le métier de dessinateur lithographe enseigné au Collège technique Baggio de Lille. À l’âge de 17 ans, il rentre à La Voix du Nord pour y apprendre le métier de photograveur, et suit en même temps les cours d’esthétique générale à l’École des Beaux-Arts de Lille. Nommé à Paris dans la marine nationale pour son service militaire, il assiste aux cours de modèles vivants de la Grande Chaumière. De retour à Lille, il s’intéresse au renouveau de la tapisserie et ne réalisera pas moins de 250 tapisseries tissées d’après plus de cent cartons principalement dans les Ateliers Pinton à Felletin,,, mais aussi à la Manufacture des Gobelins, à l’Académie de Tournai et dans différents ateliers de Calais et du Portugal. De très nombreux séjours aux États-Unis lui permettent d’exposer dans de prestigieuses galeries telles que la Wenger Gallery à San Francisco, la Carlsan Gallery à Chicago, etc. Une rétrospective de ses œuvres lui sera consacrée en 1979 au Palais des Beaux-Arts de Lille, puis en 2013 au Musée des beaux-arts d'Arras,.

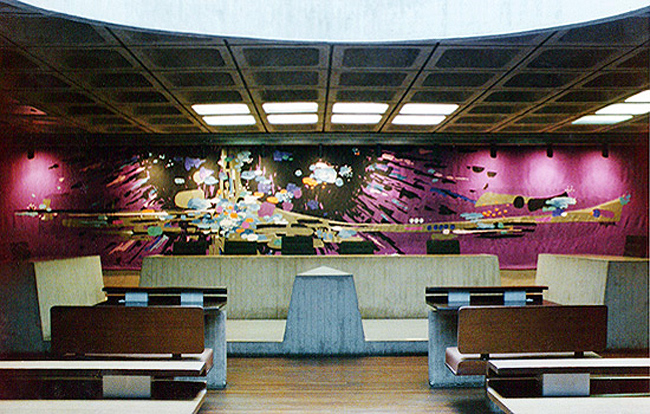
D'étoiles dans les soirs tremblants, tapisserie de Michel Degand, Palais de justice de Lille, 1967

 Il réalise plusieurs œuvres monumentales en tapisserie et en sculpture pour le Palais de justice de Lille, l’hôtel Oaks à Houston, pour deux stations de métro dans Lille (Rihour et Fives),, le musée d'art moderne de Lille Métropole, Euralliance, l’Hôtel du Département du Nord…

En 1993, il se consacre essentiellement à la peinture et réalise de très nombreuses expositions tant pour les musées de la Tapisserie de Tournai, de Boulogne-sur-Mer, de l’abbaye de Saint-Riquier, que pour les musées Matisse du Cateau, de La Piscine à Roubaix, du MAMAC de Nice, du Musée du dessin et de l'estampe originale de Gravelines. Les galeries Bellint et la Réserve à Paris, Storme et Dorval à Lille, Lagier à l’Isle-sur-Sorgue exposent régulièrement ses œuvres. 

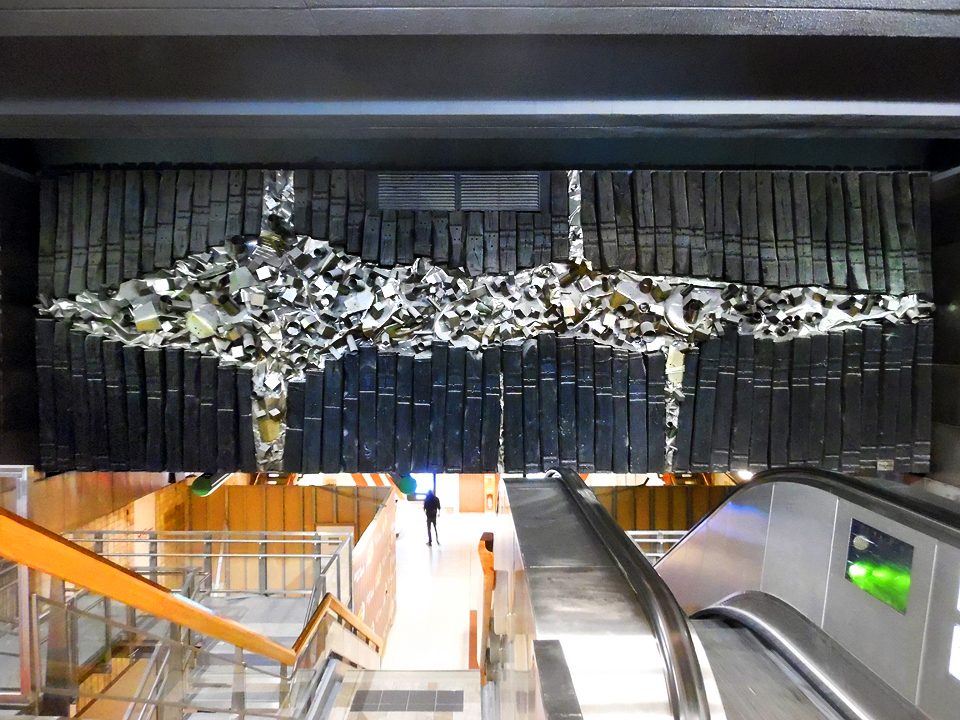
Station de métro Lille Rihour, fresque de Michel Degand, 1983

En 2013 et 2014, une nouvelle rétrospective de ses œuvres, tapisseries et peintures, lui est consacrée respectivement au Musée des Beaux-Arts d'Arras et à la Cité Nature à Arras ,, puis en 2019 au Prieuré d'Airaines.
Le 4 octobre 2019, la ville de Loos (Métropole européenne de Lille) inaugure l'Espace Michel Degand, un lieu d'exposition qui rend hommage à l'artiste loosois. Un "lieu d'exposition qui met en lumière la diversité des arts visuels..." ,,
Des poètes et écrivains, Emmanuel Looten, Jean Guichard-Meili, Pierre Dhainaut, Alain Réveillon, Gérard Durozoi, Olivier Clynckemaillie, Bruno Vouters et Jean-Pierre Nicol partagent avec lui la réalisation de livres d’artistes. En 2013, l'écrivain et poète Pierre Henry rédige une biographie de l'artiste Michel Degand ou l'art du poétique.
Il vit et travaille à Villeneuve-d'Ascq, mais aussi dans son atelier de Roubaix. Michel Degand est présent dans de très nombreuses collections tant en France qu’à l’étranger.

## Principales œuvres
Œuvres tissées

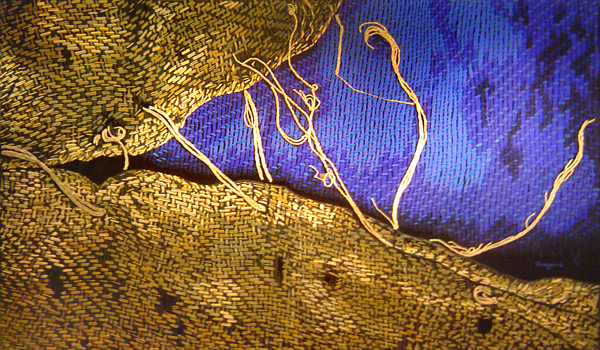
Miroir de Terre, tapisserie de Michel Degand, Hôtel du Département du Nord, 2007

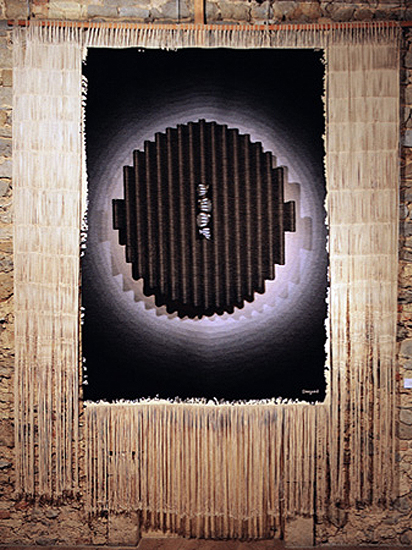
Ni jour ni nuit, tapisserie de Michel Degand, Lille Métropole - musée d'Art moderne, d'Art contemporain et d'Art brut (LaM), 1982

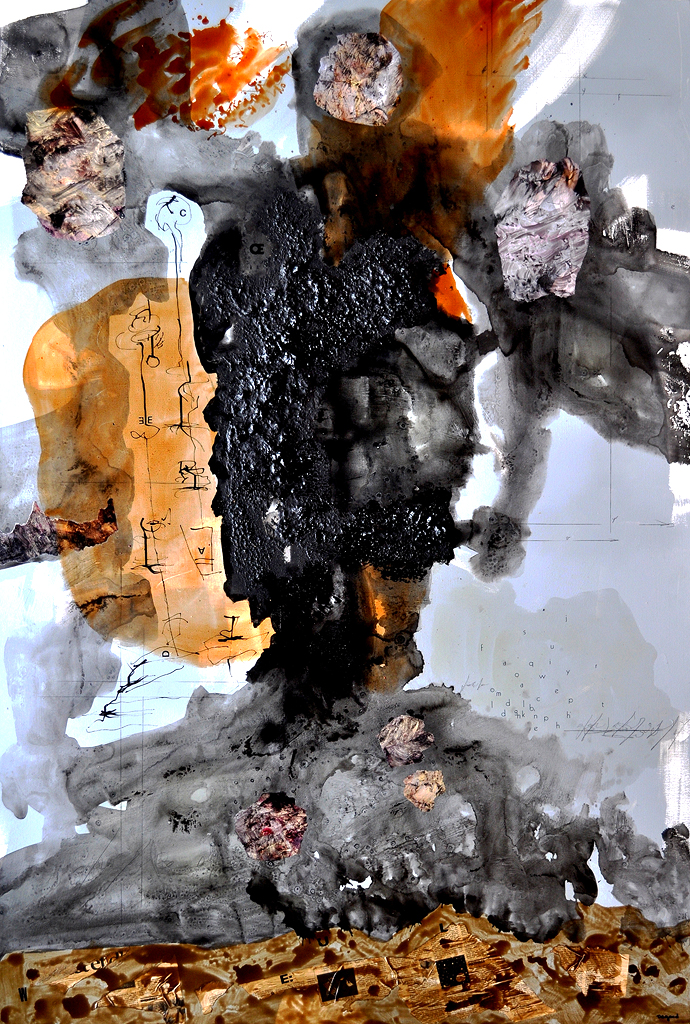
Apprends-moi à passer, Michel Degand, Carrière Wellington, Arras, 2011

- Miroir de Terre (2007), conseil général du Nord (Lille)[24],[25]
- Vers un autre demain (2004), Euralliance (Lille). Tapisserie exposée à Aubusson durant 3 mois pour l'inauguration de la Cité Internationale de la Tapisserie (10 juillet 2016)[26].
- Envers l'avenir (1998), musée de la tapisserie de Tournai
- Les Visages oubliés (1983-1985), tapisseries d'Aubusson
- Ni jour ni nuit (1982), musée d'Art moderne Lille Métropole
- Le chant vers l'impossible (1971-1974), tapisseries d'Aubusson créées sur le thème du poète flamand Emmanuel Looten
- En cet espace inexploré du rêve (1970), Hotel Oaks (Houston)
- D'étoiles dans les soirs tremblants (1967), Palais de justice de Lille

Œuvres peintes
- Ne pas aller au-delà (2011), Carrière Wellington, Arras[27],[28]
- Apprends moi à passer (2011), Carrière Wellington, Arras
- Le Zéro à l'infini... ou mille et un chuchotements (2009), Palais Rameau[29], Lille
- Palimpseste (2003), mairie de Lille
- La Vieille Fille (1977), musée d'art et d'industrie de Roubaix, La Piscine
- Multiples séries : Les Traverses (2002-2008), L'Œuvre au noir (1995-1997), Les Têtes réfléchissantes (1992-1995), L'Image et l'Écriture (1993-2000), Océan de pourpre (2003), Tendres ironies (2004-2005)

Œuvres sculptées
- Terre de ciel (2010), Parc du bois Leurent à Roncq [30],[31],[32]
- La Famille (2005), Lille Europe
- Bois peint (1995), Maison du patrimoine de Gravelines
- Station de métro de Lille Fives (1983), fresque de 80 m2 en lave émaillée (Lille)
- Station de métro Lille Rihour (1983), fresque de 100 m2, acier inox et traverses de chemin de fer (Lille)

## Rétrospectives
- Tapisserie d'Aubusson, au Prieuré d'Airaines (Été 2019)[19]

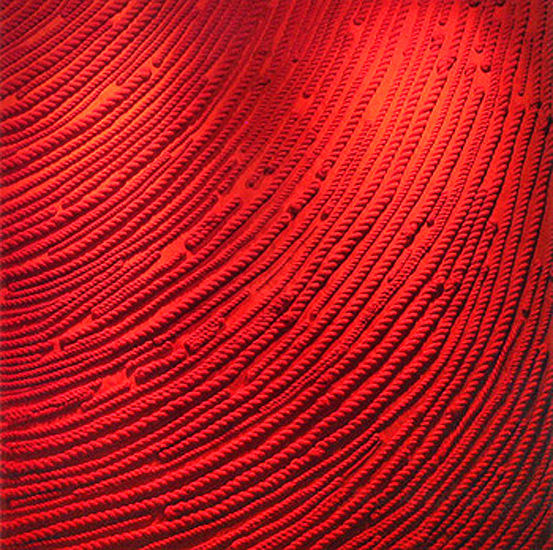
Vers un autre demain, tapisserie de Michel Degand, Euralliance, Lille, 2004

- Tapisseries, au Musée des Beaux-Arts d'Arras (2013-2014)[10],[11]
- Peintures, à la Cité Nature d'Arras (2013-2014)[33]
- Tapisseries, Midaforms, Dessins au Palais des Beaux-Arts de Lille (1979)[23]

## Bibliophilie
- Un arbre pour les mouettes (Pierre Dhainaut, Michel Degand - Action Culture, Université Lille 3 - 2010)
- Roncq, Terre de Ciel (Michel Degand, Émile Verhaeren, Emmanuel Looten, Alain Réveillon, Emmanuelle Beaulieu, Olivier Clinckmaillie, Pierre Dhainaut, Gérard Durozoi, Pierre Henry, Michel Loustalot, Marie Tancrez, Roger Pischler, Tara Solti, Bruno Vouters, Patrick Bougelet, François Boucq - Éditions Alternative graphique - 2010)
- Le Zéro à l'infini... ou « mille et un chuchotements » (Michel Degand, Gérard Durozoi, Pierre Dhainaut, Tara Solti, Emmanuelle Baulieu - Édition BFI - 2009)
- Traverses (Michel Degand, Pierre Dhainaut, Jean-Pierre Nicol - Édition : Alain Buysse - 2008)
- L'Œil Bleu d'Henri Matisse (Michel Degand, Bruno Vouters - Ateliergalerieditions - 2006)
- Ciel de lies (Michel Degand, Olivier Clinckemaillie - Ateliergalerieditions - 2005)
- Scribere (Michel Degand, Gérard Durozoi, Alain Réveillon - Ateliergalerieditions - 2004)
- Le Feu sacré, les peintres du Nord (Michel Degand, Bruno Vouters - Éditions La Voix du Nord - 2004)
- Elles et Eux (château de Villemonteix éditeur - 1998)
- Répétition privée (Michel Degand, Gérard Durozoi - Éditions C(lignes) - 1997)
- Trames (Éditions La Voix du Nord - Lille - 1972)